# Krasnaja Gorka
Krasnaja Gorka (ros. Кра́сная Го́рка) – wieś (ros. село, trb. sieło) w Rosji, w Baszkortostanie. W 2010 roku liczyła 4280 mieszkańców.